# Aberdaron
Aberdaron är en ort och community i Storbritannien.   Den ligger i kommunen Gwynedd och riksdelen Wales, i den sydvästra delen av landet, 300 km väster om huvudstaden London. Antalet invånare i communityn är 965.
Communityn omfattar även ön Bardsey Island och byarna Anelog, Llanfaelrhys, Penycaerau, Rhoshirwaun, Rhydlios, Uwchmynydd och Y Rhiw.